# 关于统一祖国的五点方针
1973年6月25日，金日成在朝鲜劳动党中央委员会政治委员会扩大会议上在《关于统一祖国的五点方针》（韓語：조국통일5대방침에 대하여）总结他的统一方针：
“我们的五点方针是：化解北南军事对峙，缓和北南紧张局势，实现北南多方面合作与交流，召开各阶层、各党派、各党派人民代表的全国代表大会。北南社会组织，将北南双方以单一的高丽民主联邦共和国国号建立邦联制国家，并以这个国号入联。” 